# Michael Conner
Michael Conner (* 1951) ist ein US-amerikanischer Science-Fiction-Schriftsteller. Üblicherweise veröffentlicht er als Mike Conner. Über sein Leben ist so gut wie nichts bekannt. 1991 gewann er den Nebula für seine Novelle Blindenhund. Alle seine Schriften sind in verschiedensten Anthologien und Kurzgeschichtensammlungen erschienen.

## Werke
- Extinction of Confidence, the Exercise of Honesty, 1976
- I Am Not the Other Houdini, 1978
- Vamp, 1977
- Last, 1979
- The Night Stair, 1982
  - Die Nachttreppe, (dt. von Michael Windgassen) in Ronald M. Hahn (Hrsg.): „Dinosaurier auf dem Broadway“ – Die besten Stories aus The Magazine of F&SF, Bd. 67, Heyne Science Fiction & Fantasy 5049, Heyne Verlag, München 1983
- Stillborn, 1982
  - Totgeburt, (dt. von Stefan Troßbach) in Edward L. Ferman, Anne Jordan (Hrsg.): „Die besten Horror-Stories“, Knaur Horror 1835, Droemer Knaur, München 1989
- The Ninth Path, 1982
- The Corsican Box, 1982
- Below the Camel Barns, 1983
- Groupmind, 1984
- Five Mercies, 1984
- Fergussen's Wraith, 1985
- Eye of the Sun, 1988
- Guide Dog, 1991
  - Blindenhund, (dt. von Thomas Ziegler) in Ronald M. Hahn (Hrsg.): „Johnnys Inferno“ – Die besten Stories aus The Magazine of F&SF, Bd. 88, Heyne Science Fiction & Fantasy 5049, Heyne Verlag, München 1993
- The Mystery Spot, 1992
- East of the Moon, 1993
- Archangel, 1995